# Analisi e sintesi
Il concetto di analisi, metodo filosofico della conoscenza, nella filosofia europea, da Cartesio in poi, è spesso (ma non necessariamente) collegato a quello di sintesi. Laddove i due concetti siano posti in relazione fra loro, essi designano due momenti complementari e contrapposti della riflessione. 

## Aristotele
I due termini si ravvisano in realtà già nella filosofia aristotelica, con un significato diverso: l'analisi in questo caso consisteva nello scomporre il ragionamento nei sillogismi, questi nelle varie figure e queste nelle proposizioni ; la sintesi era il rapporto che univa il soggetto al predicato nella proposizione e l'atto stesso del pensiero che operava sinteticamente.

## Cartesio
Per Cartesio l'analisi e la sintesi effettuano un'operazione di scomposizione e composizione che riguarda la conoscenza: l'analisi permette di identificare gli effetti dipendenti dalle loro cause, mentre la sintesi procede ripercorrendo e restaurando i rapporti identificati dall'analisi: in termini più generali l'analisi consiste nel dividere il problema conoscitivo nelle sue parti componenti più semplici, con l'avvertenza di non procedere troppo con la scomposizione per non perdere il senso complessivo del problema (il che accadrebbe se lo si frantumasse in parti troppo piccole); la sintesi consiste nel rimettere assieme le parti analizzate identificando in questo modo la giusta struttura e composizione del problema da risolvere.
In Cartesio l'analisi procede con fini euristici mentre alla sintesi è affidata l'esposizione.

### Logica di Port-Royal
Nel 1662 con il titolo di La Logique ou l'art de penser, contenant outres les règles communes, plusieurs observations nouvelles, propres à former le jugement. Antoine Arnauld e Pierre Nicole, due fra i principali esponenti del giansenismo, pubblicarono un trattato di logica che si caratterizzava, per l'inserimento, oltre ai consueti capitoli dedicati al concetto, al giudizio e al ragionamento, di un quarto capitolo, dedicato al metodo, rifacentesi al pensiero di Cartesio e all'opera L'arte della persuasione di Blaise Pascal.
La logica di Port-Royal si caratterizza, contro ogni nominalismo, per un orientamento funzionalista: tema principale infatti non sono i nomi o i segni, ma le modalità con cui la mente opera i collegamenti fra i vari nomi. In questo senso va inteso il riferimento all'arte di pensare: la logica infatti non è qui intesa dal punto di vista formale, come costruzione pura di ragionamenti deduttivi, ma come un metodo per condurre la mente alla conoscenza di idee chiare e distinte, quindi alla scoperta e all'invenzione: questo sarà reso possibile identificando il metodo sintetico come un procedimento dimostrativo tipico del metodo assiomatico.

## Kant
Nel 1764, nell'opera Indagine sulla distinzione dei principi della teologia naturale e della morale, Kant interpretò analisi e sintesi come metodi utilizzati per operare sui concetti: in particolare il metodo sintetico viene usato nelle discipline matematiche producendo concetti tramite definizioni che accorpano, in modo arbitrario, concetti più semplici, mentre il metodo analitico, usato in filosofia, cerca confusamente, tramite la divisione, di cogliere le caratteristiche principali di un concetto già posseduto.
Nei Prolegomeni il metodo analitico inizia da un dato e lo analizza per scoprire le basi della sua possibilità, il metodo sintetico mette assieme, procedendo in maniera opposta, i principi del dato per verificarne la possibilità.
Questa divisione non andrebbe confusa con la successiva differenziazione kantiana tra giudizi analitici e sintetici della Critica della ragion pura, poiché ad esempio il metodo analitico può servirsi di giudizi sintetici e viceversa.
Kant usa qui il termine sintetico a proposito dell'attività unificatrice, raggruppante, dell'intelletto e della ragione, e se ne serve anche per indicare come sintetico il prodotto di quell'attività: così, per esempio, definisce l'esperienza come «la sintesi secondo concetti dell'oggetto dei fenomeni in generale»: le categorie, gli a priori dell'intelletto, infatti unificano il contenuto dei dati fenomenici stabilendo tra loro dei rapporti come ad esempio quello di causa-effetto.

## Idealismo e spiritualismo
Il concetto di sintesi fu molto utilizzato dalle correnti idealistiche e spiritualistiche, che se ne servirono per indicare un'attività unificatrice razionale o spirituale, posta al termine di un processo triadico, iniziato con una tesi alla quale si contrappone un'antitesi, riconciliandole in una visione più ampia e completa.
Sul valore conoscitivo dell'analisi, come metodo capace di identificare gli elementi che costituiscono l'oggetto sottoposto all'analisi, gli idealisti si divisero: per Schelling ciò che conta è l'apprensione immediata dell'oggetto tramite l'intuizione, mentre per Hegel l'analisi è una tappa fondamentale del percorso dialettico razionale che coglierà nella sintesi l'oggetto nella sua unità e totalità, conservando la complessità evidenziata dall'analisi.

## Pensiero contemporaneo
Il concetto di analisi nel panorama culturale odierno è mantenuto in nuove scuole filosofiche ed esperienze culturali come la psicoanalisi che applica il metodo analitico a fenomeni psichici complessi riportandoli a principi fondamentali più semplici. Di Martin Heidegger è la denominazione di analitica esistenziale rivolta a scoprire le strutture essenziali della condizione umana nel mondo. L'analisi intenzionale di Husserl esamina i contenuti della coscienza per individuare i procedimenti con cui essa si organizza. 
La filosofia analitica è un indirizzo filosofico del XX secolo diffuso in Europa e nel mondo anglosassone che vuole dare alla filosofia dignità scientifica analizzando un settore specifico dell'esperienza o una descrizione particolare della realtà, evidenziandone gli elementi costitutivi e facendo vedere come essi rimandino ad elementi primitivi più semplici o almeno meno problematici.